# 多夫河 (蘇黎世湖)
47°18′10″N 8°35′22″E / 47.30271°N 8.58950°E

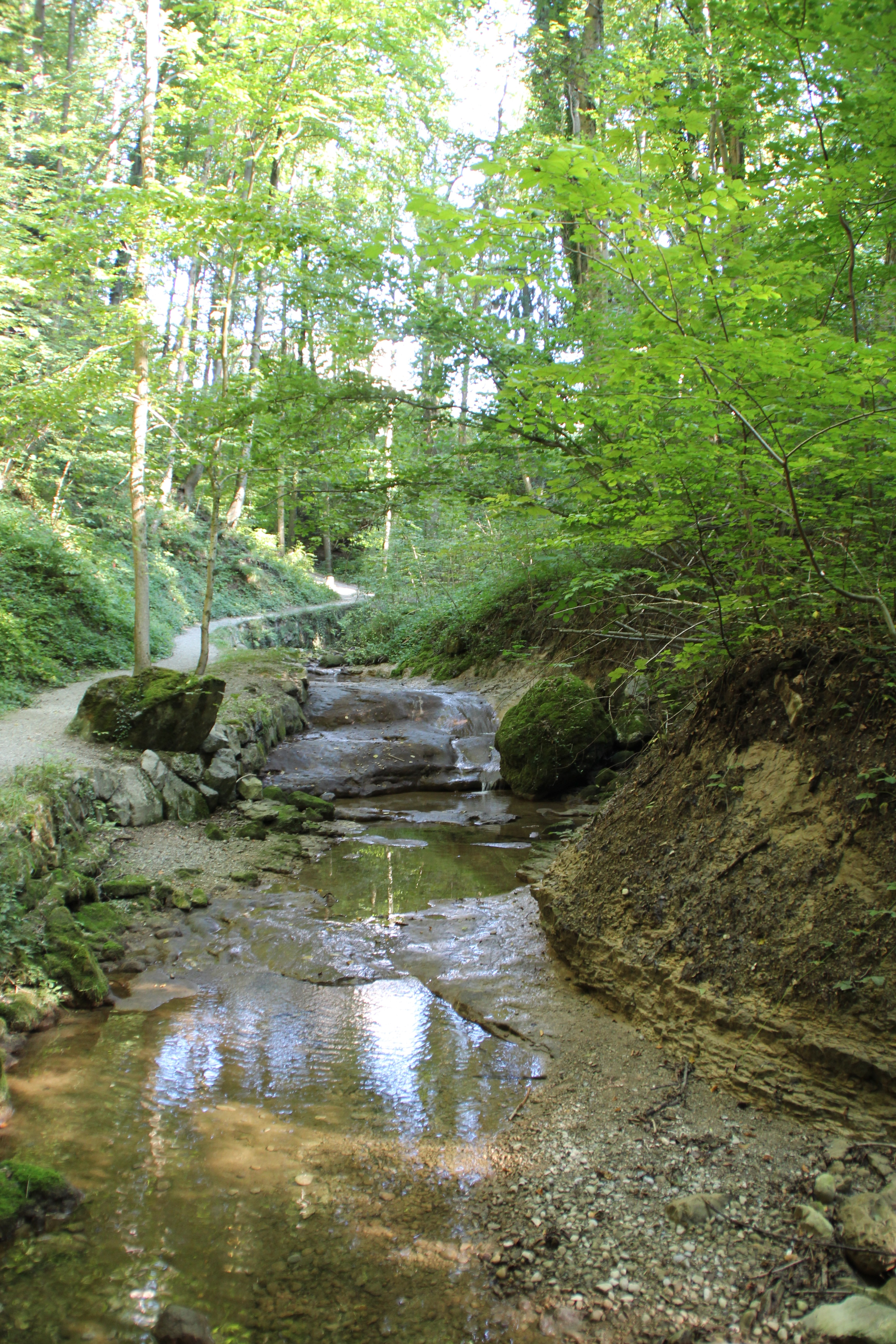

多夫河（德語：Dorfbach）是瑞士蘇黎世州的河流，位於該國北部，屬於利馬特河的支流，河道全長6.1公里，流域面積5平方公里，發源自普凡嫩施蒂爾山，最終注入蘇黎世湖。